# Claudio Zali
Claudio Zali, né le 27 septembre 1961 à Lugano, est une personnalité politique suisse membre de la Ligue des Tessinois.

## Biographie
En 2013, il est désigné conseiller d'État tessinois en remplacement de Michele Barra, décédé. Il est réélu en 2015, puis en 2019.